# 俣野景久

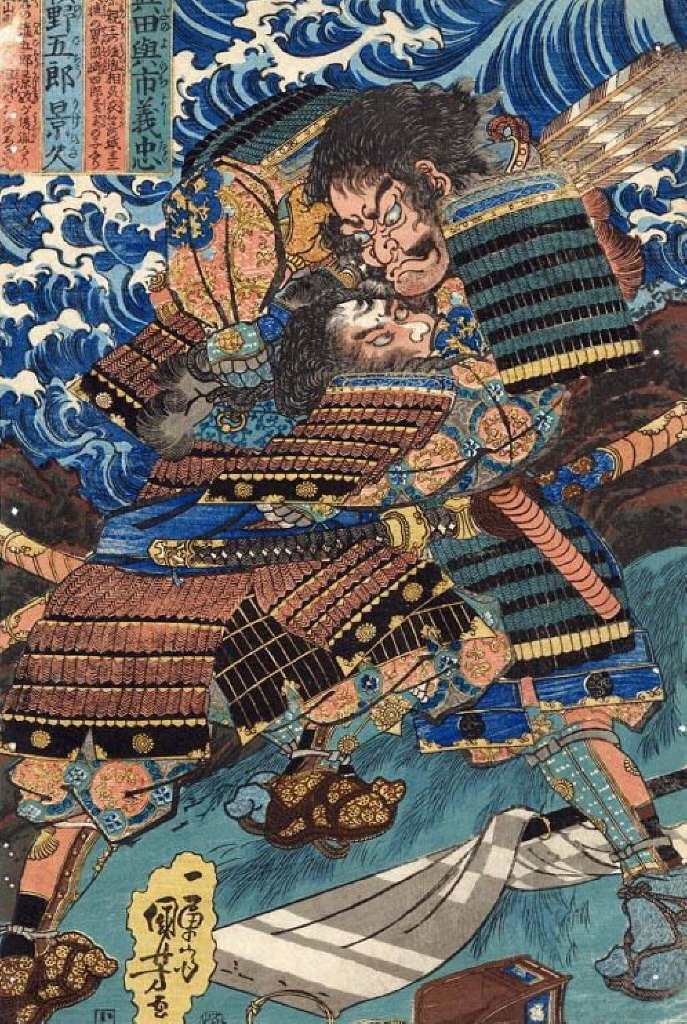
歌川国芳作、佐奈田与一義忠と俣野五郎景久

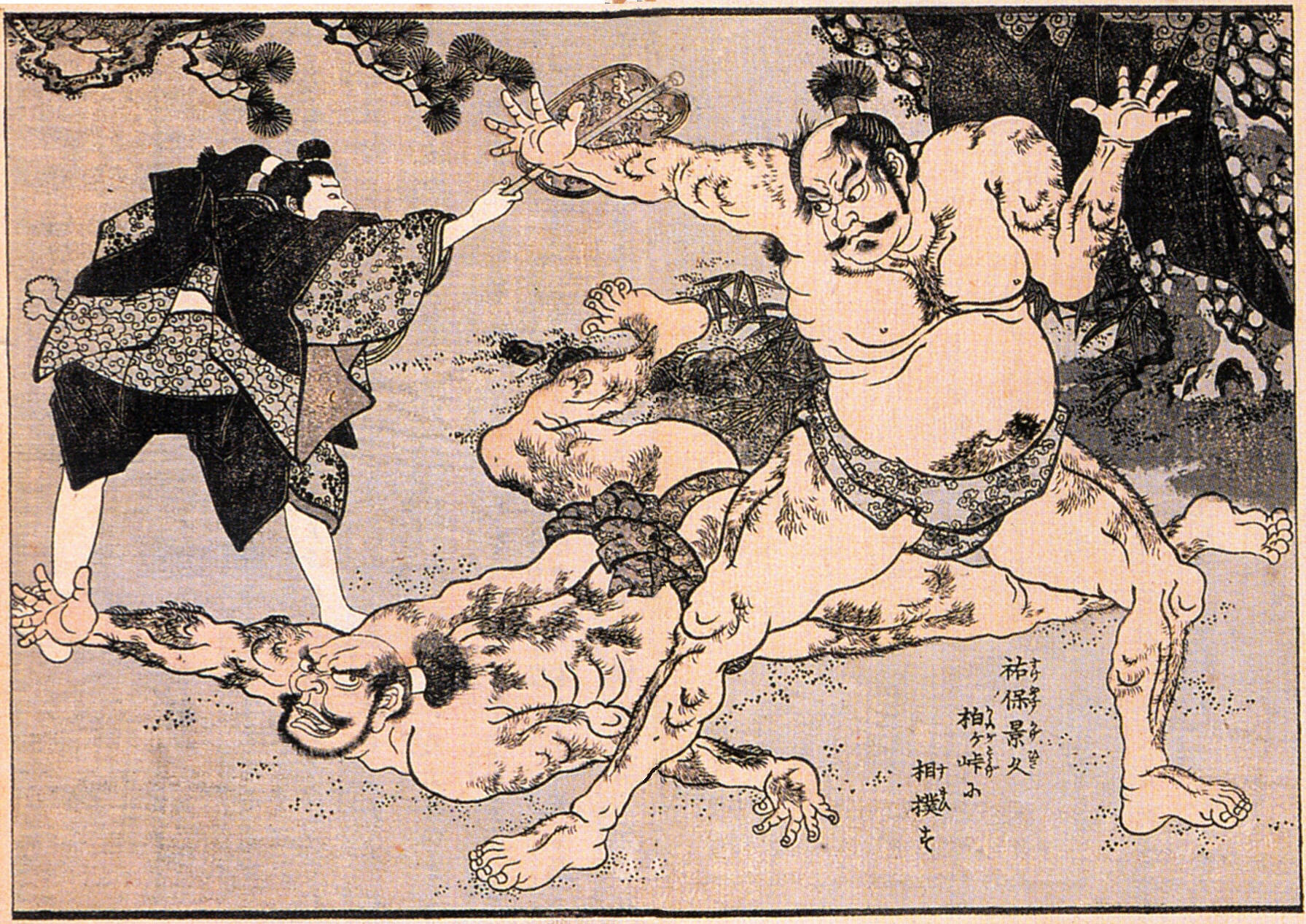
歌川国芳作、相撲を取る河津祐泰と俣野景久

俣野 景久（またの かげひさ、生年不明 - 寿永2年5月11日（1183年6月2日））は、平安時代の武士。景尚とも。五郎。
大庭御厨の下司大庭景宗の庶子で、相模国鎌倉郡俣野郷（現：神奈川県横浜市戸塚区および藤沢市）に住して俣野氏を称した。

## 生涯
景久の知られている事跡は主に『平家物語』（『源平盛衰記』）に基づいており、また『曽我物語』では、河津祐泰と相撲で対戦をし、初めて「河津掛け」をされた人物ともいわれている。
兄の大庭景親に与同して、石橋山の戦いでは平氏方につき源頼朝の討伐に参加し、頼朝を敗走させた。その際に頼朝に寵愛されていた佐奈田義忠と死闘を繰り広げ、長尾定景（新六）の助けにより一命を取り留めた。波志田山合戦では甲斐源氏に敗れた。その後、景親は源氏方に捕らわれ処刑されたが景久は逃亡し、北陸に敗退した平維盛軍に合流しなおも戦い続けた。しかし、倶利伽羅峠の戦いで源義仲軍と兵戈を交え、加賀国篠原の戦い（信濃国飯山との説もある）において討死した。

## 史跡・伝承
本貫の地である俣野の伝承によると、死期迫った景久は、念持仏を故郷に祀るよう託したという。現在、俣野観音堂に十一面観音像が奉安されている。
『平家物語』によると、斎藤実盛が平家方の武士たちの本心を知ろうとして、「現在源氏方は勢いがあり、平家方は敗色が濃厚であるから、木曾殿のもとに参ろう」と試した際、景久は「さすがにわれらは、東国では人に知られた、名のある者である。威勢のいい方について、あちらに参り、こちらに参ることは見苦しいことである。方々の心は知らない。景久は、この合戦で平家方として討ち死にするつもりである」と述べたという。
子孫とおぼしき人名が、時宗清浄光寺に伝えられている。

## 画像集

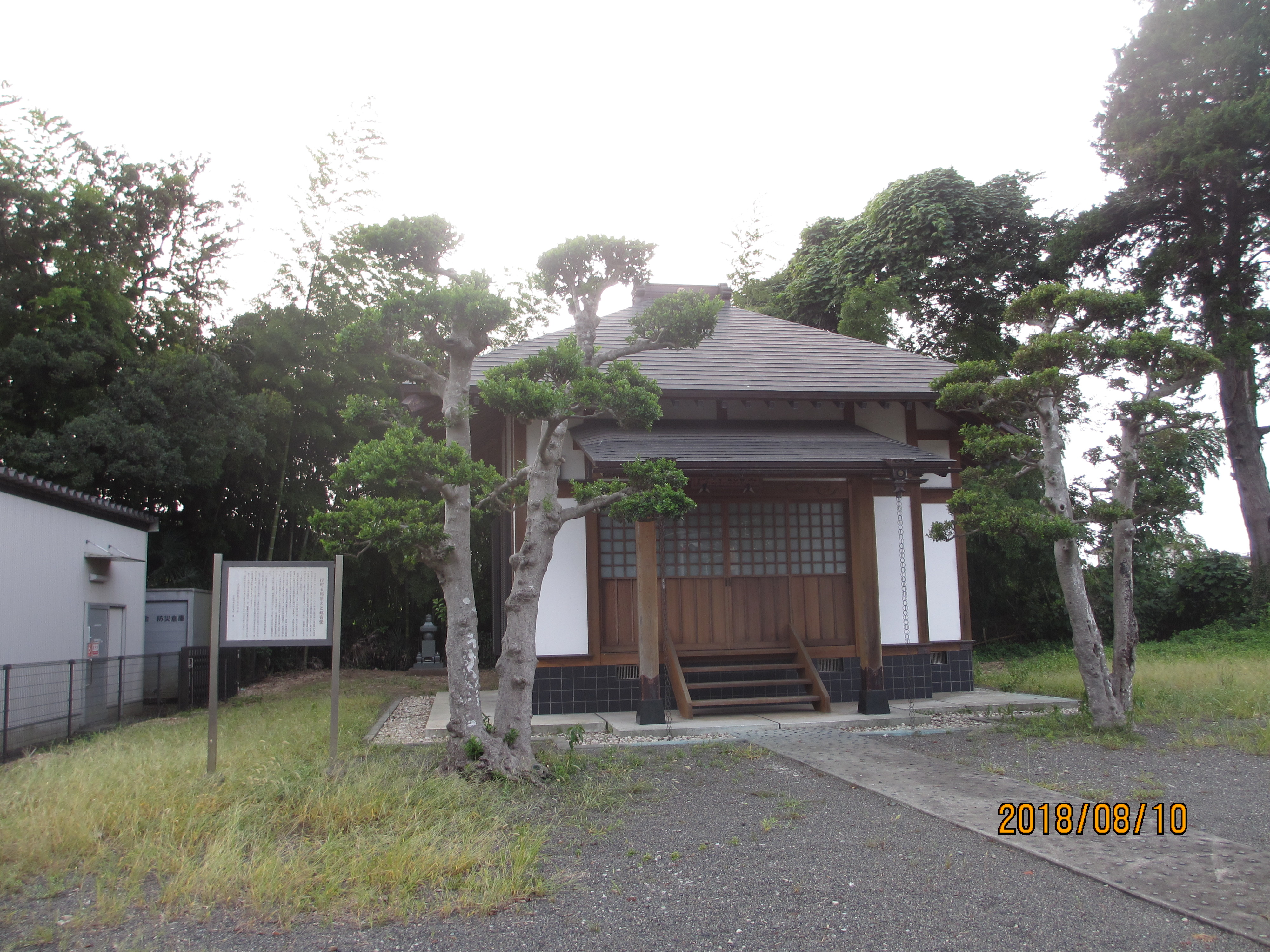
（俣野観音堂横浜市戸塚区俣野町1028JR藤沢駅最寄りは小田急江ノ島線六会日大前駅）
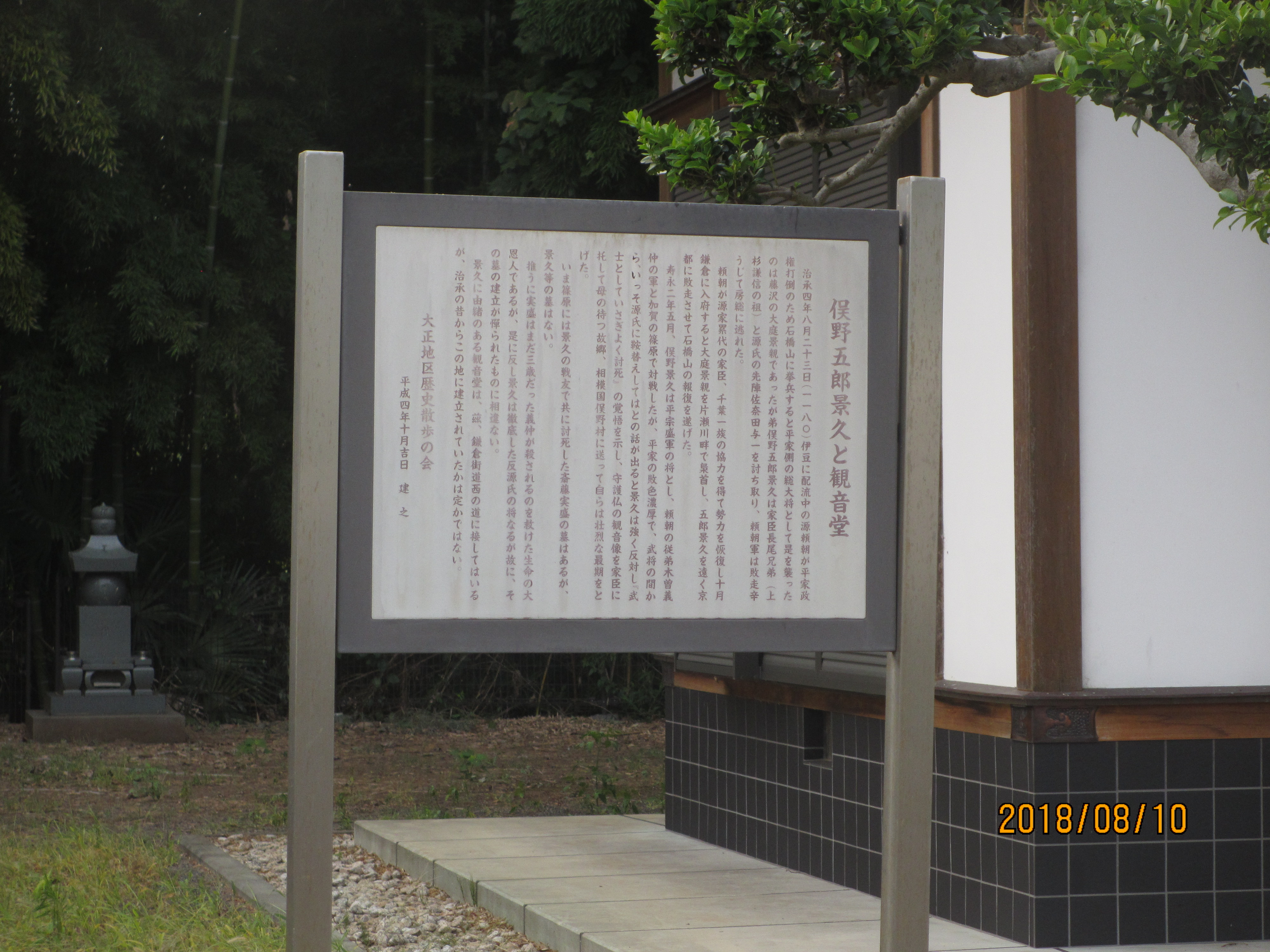
俣野観音堂由来説明版（観音堂前交差点、ローソン近く）